# Principado de Pereslávia
Principado de Pereslávia (em russo:  Переясла́вское кня́жество) ou Principado de Pereslávia-Zalesski (em russo:  Переяславль-Залесское княжество) foi um principado russo que existiu de 1175 a 1302 no nordeste da Rússia com seu centro na cidade de Pereslávia (agora Pereslavl-Zalesski).